# Lesław
Lesław – imię męskie pochodzenia słowiańskiego.
Żeńska forma: Lesława
Lesław imieniny obchodzi 28 listopada.

## Znani Lesławowie
- Lesław Żurek – aktor
- Lesław Ćmikiewicz – piłkarz i trener
- Lesław Paga – ekonomista
- Lesław Podkański – polityk
- Lesław Skinder – dziennikarz sportowy
- Lesław Zimny – leksykograf rolniczy
- Lesław Maleszka – działacz SKS, dziennikarz Gazety Wyborczej, tajny współpracownik o pseudonimie "Ketman"